# Slovaška krona
Slovaška krona (slovaško: Slovenská koruna) je bila denarna enota Slovaške od 8. februarja 1993 do 31. decembra 2008. Njena tričrkovna oznaka po standardu ISO 4217 je SKK, uporabljal se je tudi zapis Sk. Delila se je na 100 halerjev (slovaško: halier).
Slovaška krona je bila uvedena slab mesec po razdružitvi Češkoslovaške, ko je bila odpravljena češkoslovaška krona. Za valuto je skrbela Slovaška narodna banka. V obtoku so bili kovanci 50 halerjev ter za 1, 2, 5 in 10 kron ter bankovci za 20, 50, 100, 200, 500, 1.000 in 5.000 kron. Konec leta 2003 so bili iz obtoka umaknjeni kovanci za 10 in 20 halerjev.
Ob pridružitvi Slovaške evroobmočju je veljal tečaj 30,1260 SKK za 1 evro.
Slovaška krona je bila tudi denarna enota marionetne države Slovaške med letoma 1939 in 1945. Takrat so zanjo uporabljali oznako Ks.